# Hackeremblem

Hackeremblem: Der Glider

Das Hackeremblem ist ein im Oktober 2003 von dem Hacker und Programmierer Eric Steven Raymond vorgeschlagenes Logo für die gesamte Linux-, Open-Source-, GNU- und BSD-Hackerkultur. Während es zuvor nur spezifischere Symbole gab, wie den Tux für Linux, das Gnu der Free Software Foundation oder den daemon der BSD-Gemeinschaft, sollten sich nun (unabhängig vom Betriebssystem oder der verwendeten Lizenz) mit diesem Symbol alle Hacker identifizieren. Dies bezieht sich jedoch ausdrücklich nicht auf Hacker im Bereich der Computersicherheit, sondern auf die Open-Source- und Free-Software-Gemeinschaft. Raymond betont, dass man nicht für sich in Anspruch nimmt, ein Hacker zu sein, wenn man das Symbol verwendet. Es soll nur die Sympathie mit den Zielen und Werten der Hacker und ihrer Lebensweise ausdrücken.
Das Hackeremblem stellt einen Segler (engl. glider) aus Conways Spiel des Lebens dar. Dort ist er eine oszillierende Struktur, die sich im ständigen Wandel über das Spielfeld bewegt. 
In der englischsprachigen Hackerkultur hat sich der Segler recht schnell verbreitet, im deutschsprachigen Raum dagegen hat er sich bisher kaum durchgesetzt.
Neben der grafischen Version sind auch Varianten in ASCII-Art verbreitet.
```
.O.    |_|0|_|    [ ][*][ ]    [ ][0][ ]    0 1 0    
..O    |_|_|0|    [ ][ ][*]    [ ][ ][0]    0 0 1    . 
OOO    |0|0|0|    [*][*][*]    [0][0][0]    1 1 1   ..:
```